# (36161) 1999 RB220
1999 RB220 (asteroide 36161) é um asteroide da cintura principal. Possui uma excentricidade de 0.08752690 e uma inclinação de 11.92738º.
Este asteroide foi descoberto no dia 4 de setembro de 1999 por LONEOS em Anderson Mesa.